# 김재용 (희극인)
중대장 (본명 김재용)(1978년 5월 26일 ~ )은 대한민국의 희극인이다.

## 이력
2002년 학사사관 40기로 임관 후 2005년 명예전역 하였으며 그 해 박승대 웃찾사 개그패밀리 공채5기로 정식 데뷔하였다. 그 후 SBS 유재석의 진실게임, KBS 1TV 청춘 신고합니다, ETN 연예정보 프로그램에서 리포터로 활약했으며 2009년 2월부터 국군방송 라디오에서 개그맨중대장의 솔직 담백 군대이야기 코너를 진행하였다. 또한 KBS 2TV "리빙쇼 당신의 여섯시"에서는 '리빙맨'으로 고정출연하여 주부들에게 많은 사랑을 받았다. 2016년 한국유방암환우 총연합회 초대홍보대사로 현재까지 따뜻한 웃음을 전하고 있다.

## 학력
- 건국대학교 졸업 (조경전공)

## 경력
- 전 한국놀이문화협회 레크레이션 강사
- 대한민국 학사사관 40기
- 박승대 웃찾사 개그패밀리 공채5기
- 2006년 다음/M.net 주최 꼭짓점 댄스 대회 우승
- 2007년 상상 개그제 특별상
- 2009년 우리드림 대표
- 2011년 서적 '군대수석으로입학하기' 발간
- 2016년 보건복지부 산하 비영리단체 한유총회 초대홍보대사

## 주요 출연작
- 국군방송 《일플러스 성공》
- 동방신기 드라마 《지구에서 연애중》
- 서태지 뮤직비디오 《코마》
- 교통방송 《뮤직드라이브》
- KBS 청춘신고합니다
- SBS 진실게임
- ETN 판타지걸, 현찰퍽치기
- ENU 리포터
- 춘천MBC 신나군
- 국군방송라디오 "개그맨중대장의 솔직담백군대이야기"
- 국군방송라디오 "이은하의 뮤직닷컴"
- KBS2 "리빙쇼 당신의 6시"
- 티브로드 "조영구의 대결한판"
- 티브로드 "가자시장속으로"